# 石筆海膽
石筆海膽（學名Eucidaris tribuloides）是一種頭帕科海膽。其型態、發育及分子遺傳特徵都令它們成為一種有趣的物種。

## 分類
石筆海膽最初是由讓-巴普蒂斯特·拉馬克（Jean Baptiste Lamarck）所命名。

## 分佈及棲息地
石筆海膽分佈大西洋兩岸，由西邊的美國至巴西至東邊的毛里塔尼亞至加蓬，位於大西洋洋中脊及整個加勒比海。在大西洋西邊，它們分佈北至哈特拉斯角（Cape Hatteras）及南至里約熱內盧。它們也有分佈在墨西哥灣的阿拉克蘭礁（Alacran Reef）。在大西洋東邊的佛得角、幾內亞灣、亞速爾群島及阿森松島有石筆海膽變種的Eucidaris tribuloides var. africana出沒。
石筆海膽是夜間活動及底棲的。在日間，它們會用其大刺將自己牢牢的掛在石上或石縫間。它們很少會遠離自己的地方。夜間，它們主要吃珊瑚及海綿。
台灣南部珊瑚礁海岸偶可發現的石筆海膽，正處於瀕臨絕種危機。

## 繁殖
石筆海膽的繁殖對於季節轉變及月相都十分敏感。在佛羅里達礁島群，它們於夏末及初冬的繁殖率最高。在巴拿馬的群落則會於春天、夏天及冬天進行繁殖，約於滿月的時份達至最高峰。